# Formica talbotae
Formica talbotae là một loài kiến thuộc họ Formicidae. Đây là loài đặc hữu của Hoa Kỳ.